# Ramusella eduardoi
Ramusella eduardoi är en kvalsterart som beskrevs av Antonio Arillo och Subías 1996. Ramusella eduardoi ingår i släktet Ramusella och familjen Oppiidae. Inga underarter finns listade i Catalogue of Life.